# 라즈스다스플로르스

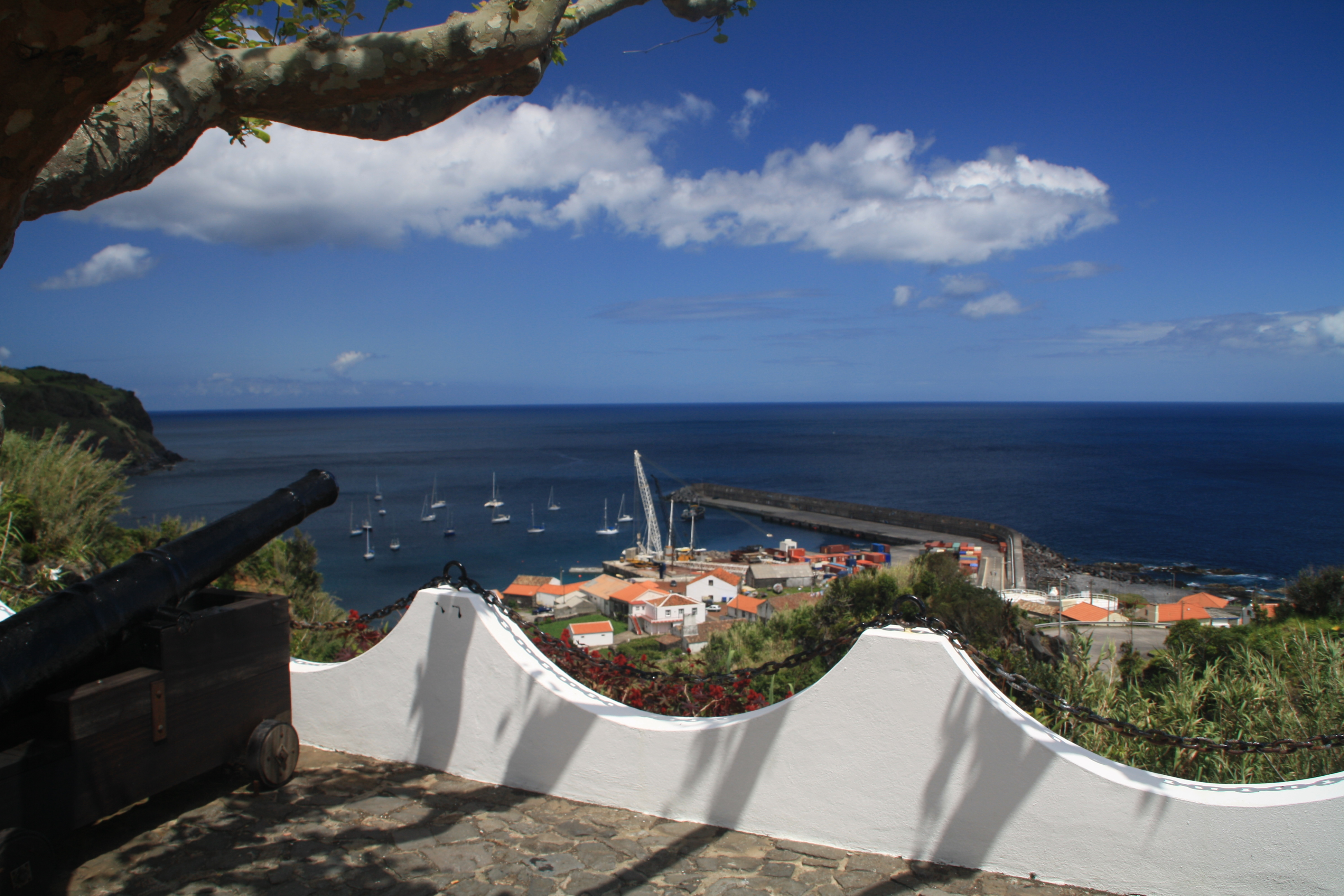
라즈스다스플로르스

라즈스다스플로르스(포르투갈어: Lajes das Flores)는 포르투갈 아소르스 제도의 섬 중 하나인 플로르스섬의 주요 도시이다. 면적은 70.05km2, 인구는 2011년 기준으로 1,504명이다.